# Kallt krig i kallt landskap
Kallt krig i kallt landskap är en dansk-norsk-svensk dokumentärfilm från 1992 i regi av Maj Wechselmann.
Filmen skildrar de hemliga, antikommunistiska organisationer som växte fram i Norden efter Andra världskriget samt relationen mellan svenska C-byrån, tyska Abwehr och den finska underrättelsetjänsten under själva kriget.

### Fotnoter
1. 1 2  ”Kallt krig i kallt landskap”. Svensk Filmdatabas. http://www.sfi.se/sv/svensk-filmdatabas/Item/?itemid=16468&type=MOVIE&iv=Basic&ref=/templates/SwedishFilmSearchResult.aspx?id%3d1225%26epslanguage%3dsv%26searchword%3dKallt+krig+i+kallt+landskap%26type%3dMovieTitle%26match%3dBegin%26page%3d1%26prom%3dFalse. Läst 27 maj 2013.